# Aeroportul Ruben Cantu
Aeroportul Ruben Cantu (IATA: SYP, ICAO: MPSA) este un aeroport din Santiago de Veraguas⁠(d), Provincia Chiriquí, Panama.
Situat la o altitudine de 83 m, aeroportul dispune de o singură pistă.